# Lithosoma japonica
Lithosoma japonica är en sjöstjärneart som beskrevs av Hayashi 1952. Lithosoma japonica ingår i släktet Lithosoma och familjen ledsjöstjärnor. Inga underarter finns listade i Catalogue of Life.